# Ejsymonty Małe
Ejsymonty Małe (biał. Малыя Эйсманты; ros. Малые Эйсмонты) – wieś na Białorusi, w obwodzie grodzieńskim, w rejonie brzostowickim, w sielsowiecie Olekszyce.
W dwudziestoleciu międzywojennym wieś leżała w Polsce, w województwie białostockim, w powiecie grodzieńskim.
Według Powszechnego Spisu Ludności z 1921 roku zamieszkiwało tu 231 osób, 192 były wyznania rzymskokatolickiego a 39 prawosławnego. Wszyscy mieszkańcy zadeklarowali polską przynależność narodową. Było tu 44 budynki mieszkalne.